# Райнбек
Райнбек (нім. Reinbek) — місто в Німеччині, розташоване в землі Шлезвіг-Гольштейн. Входить до складу району Штормарн.
Площа — 31,23 км2. Населення становить 28 250 ос. (станом на 31 грудня 2020).